# Mary Bono Mack

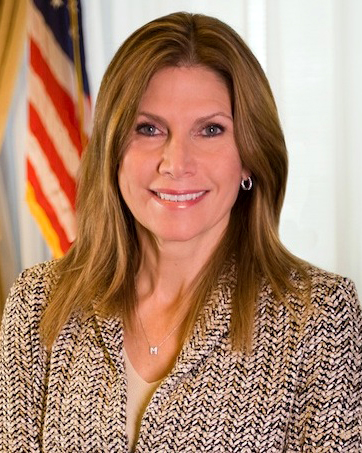
Mary Bono Mack (2011)

Mary Bono Mack, Geburtsname Mary Whitaker (* 24. Oktober 1961 in Cleveland, Ohio) ist eine US-amerikanische Politikerin. Von 1998 bis 2013 vertrat sie den Bundesstaat Kalifornien im US-Repräsentantenhaus.

## Leben
Mary Whitaker, so ihr Geburtsname, kam schon als Kleinkind im Jahr 1963 nach South Pasadena in Kalifornien. Bis 1984 studierte sie an der University of Southern California in Los Angeles Kunstgeschichte. Danach arbeitete sie als Restaurantmanagerin und Fitnesstrainerin. Sie war auch Mitglied der Jury des Internationalen Filmfestivals in Palm Springs. Im Jahr 1986 heiratete sie den Musiker und späteren Kongressabgeordneten Sonny Bono. Wie ihr Mann wurde auch sie Mitglied der Republikanischen Partei.
Nach dem Tod ihres Mannes, der während seiner Amtszeit starb, wurde sie bei der fälligen Nachwahl für den 44. Sitz von Kalifornien als dessen Nachfolgerin in das US-Repräsentantenhaus in Washington, D.C. gewählt, in das sie am 7. April 1998 einzog. Ab 2003 vertrat sie dort als Nachfolgerin von Dana Rohrabacher den 45. Wahlbezirk ihres Staates. Mary Bono war Mitglied im Ausschuss für Energie und Handel sowie in drei Unterausschüssen. Sie saß außerdem im International Conservation Caucus und gehörte innerparteilich der moderaten Republican Main Street Partnership an. 2012 unterlag sie ihrem demokratischen Mitbewerber Raul Ruiz und schied am 3. Januar 2013 aus dem Kongress aus.
Aus ihrer ersten Ehe mit Sonny Bono hat sie zwei Kinder. Zwischen 2001 und 2005 war sie mit dem Geschäftsmann Glenn Baxley verheiratet. Diese Ehe wurde im Jahr 2005 geschieden. Im Dezember 2007 heiratete sie den Kongressabgeordneten Connie Mack aus Florida. Damit war sie die Schwiegertochter des früheren US-Senators Connie Mack III. Diese Ehe wurde 2013 geschieden. Am 27. September 2015 heiratete sie den ehemaligen Astronauten Stephen Oswald.